# Secamonoideae
Secamonoideae es una subfamilia de plantas de flores perteneciente a la familia Apocynaceae. Esta subfamilia tiene 9 géneros.

## Géneros
- sensu Strasburger

- Calyptranthera
- Genianthus
- Goniostemma
- Pervillaea
- Rhynchostigma
- Secamone
- Secamonopsis
- Toxocarpus
- Trichosandra

- sensu APWebsite
- Pervillaea, Secamone, Secamonopsis, Toxocarpus